# 福原広泰
福原 広泰（ふくばら ひろやす、元禄7年5月27日（1694年6月19日） - 享保10年4月11日（1725年5月22日））は、長州藩永代家老・宇部領主福原家17代。
父は福原広俊。兄は福原広頼。正室は厚狭毛利家毛利就久の娘。養子に福原元貞。初名は毛利広為（もうり ひろため）。通称は重次郎、雅楽、対馬。

## 生涯
元禄7年（1694年）、長州藩家老福原広俊の末男として生まれる。初め、一門家老大野毛利家毛利就詮の養子となる。宝永元年（1704年）、藩主毛利吉広の偏諱を受け、毛利雅楽広為と名乗る。正徳4年（1714年）、実家を相続した兄広頼が急死したため、帰家して福原家の家督と宇部1万115石を相続。同年大頭役を仰せつかる。正徳6年（1716年）辞任。
享保10年（1725年）4月11日死去。享年32。